# Standardtysk
Standardtysk, også kendt som højtysk (tysk: Hochdeutsch) er navnet på det overregionale rigssprog i Tyskland, Østrig og Schweiz, altså svarende til rigsdansk. Der er en glidende overgang mellem højtysk, regionalsprog (rigssprog med egnstræk) og dialekt.
Oprindelig kommer ordet højtysk af, at det var det sprog, man talte i det bjergrige Sydtyskland. Oppe i det flade (platte) Nordtyskland talte man plattysk (nedertysk), der er nært beslægtet med nederlandsk (herunder hollandsk og flamsk som nederlandske dialekter). 
Indtil ca. 1800 var højtysk et rent skriftsprog, som plattysktalende i Nordtyskland lærte som fremmedsprog, men derefter begyndte "dannede" nordtyskere at skifte til et skriftnært højtysk som talesprog, og denne version af højtysk bredte sig takket været Preussens dominerende stilling sydover, hvor den delvis fortrængte de gamle højtyske dialekter og kom til at udgøre standardssproget.  
Ordet højtysk kan i dag anvendes i to hovedbetydninger. Dels om de syd- og mellemtyske dialekter og dels til at betegne det tyske rigssprog (standardtysk); en overregional sprogudgave med færrest mulige lokale træk, så man kan forstås bedst muligt i hele sprogområdet.

## Sproghistorie
Højtysk er, ligesom det nordtyske regionalsprog plattysk, inddelt i en række dialekter. De ældste levn af højtyske dialekter stammer fra tidlig middelalder, denne fase kaldes oldhøjtysk, den blev i højmiddelalderen afløst af middelhøjtysk. Martin Luther oversatte biblen til saksisk, der dermed efterhånden fik status af skriftsproglig norm og kom til at danne baggrund for det tyske standardsprog. 
| | Denne artikel kan blive bedre, hvis der indsættes et (bedre) billede Hjælp os ved at uploade dit eget billede eller finde et på Internettet. \| Se nærmere om hvordan \| \| ---------------------------------------------------------------------------------------------------------------------------------------------------------------------------------------------------------------------------------------------------------------------------------------------------------------------------------------------------------------------------------------------------------------------------------------------------------------------------------------------------------------------------------------------------------------------------------------------------------------------------------------------------------------------------------------------------------------------------------------------------------------------------------------------------------------------------- \| \| Du kan hjælpe ved at uploade et eller flere af dine billeder til Wikimedia Commons iht. de tilladte licenser og indsætte det/dem i artiklen. Har du ikke selv taget et billede, kan du søge efter eksisterende filer på Wikimedia Commons eller på fx på Flickr - fx med værktøjet Free Image Search Tool. Værktøjet er på engelsk, men du skal blot klikke på linket og derefter på knappen "Do it!". Du kan ændre antallet af viste eksempler ved at rette "5" til fx "25" hvis du ikke fandt et godt billede. Du skal være opmærksom på, at fair use ikke er tilladt på den danske Wikipedia. Er du i tvivl kan du spørge en administrator om hjælp. Kan du ikke finde nogle frie billeder, kan du prøve at spørge ejeren af ikke-frie billeder, om de vil donere et billede. Du kan finde eksempler på forespørgsel her. \| |
| Se nærmere om hvordan | |
| Du kan hjælpe ved at uploade et eller flere af dine billeder til Wikimedia Commons iht. de tilladte licenser og indsætte det/dem i artiklen. Har du ikke selv taget et billede, kan du søge efter eksisterende filer på Wikimedia Commons eller på fx på Flickr - fx med værktøjet Free Image Search Tool. Værktøjet er på engelsk, men du skal blot klikke på linket og derefter på knappen "Do it!". Du kan ændre antallet af viste eksempler ved at rette "5" til fx "25" hvis du ikke fandt et godt billede. Du skal være opmærksom på, at fair use ikke er tilladt på den danske Wikipedia. Er du i tvivl kan du spørge en administrator om hjælp. Kan du ikke finde nogle frie billeder, kan du prøve at spørge ejeren af ikke-frie billeder, om de vil donere et billede. Du kan finde eksempler på forespørgsel her. | |